# Прапор Лісників
Прапор Лісників — один з офіційних символів села Лісники, Києво-Святошинського району Київської області.
Затверджений 6 квітня 2004 року рішенням сесії Лісниківської сільської ради.
Автор проекту герба — Андрій Гречило.

## Опис
Квадратне червоне полотнище, що складається з двох горизонтальних частин — верхня зелена (завширшки в 2/3 сторони прапора), у її центрі жовтий лапчастий хрест (розмах рамен рівний 1/3 сторони прапора), у верхніх кутах — по жовтому жолудю з двома дубовими листочками; нижня частина прапора біла, відділена зубчасто.

## Зміст
Прапор побудований на основі символіки герба поселення. Хрест вказує на колишню належність Лісників до Києво-Печерської лаври. Зубчасте ділення означає, що в XVII ст. село стало містечком і тут було побудовано невеличкий замок. Зелений колір і дубові гілочки уособлюють назву поселення і підкреслюють його розташування серед лісів. 
Квадратна форма полотнища відповідає усталеним вимогам для муніципальних прапорів (прапорів міст, селищ і сіл).